# Alyona Alyona
Alona Olèhivna Savranenko (ucraïnès: Альо́на Олегівна Савране́нко; nascuda el 14 de juny de 1991), més coneguda pel seu nom artístic Alyona Alyona és una rapera i compositora ucraïnesa. Va llançar el seu àlbum debut, Puixka, el 2019, seguit d'un extended play el mateix any, V khati MA.
Alyona ha estat batejada pels mitjans de comunicació ucraïnesos com "la nova estrella del rap d'Ucraïna" i "la sensació del rap ucraïnès". En un article, The New York Times la va comparar amb Azealia Banks.
Ella i Jerry Heil van representar Ucraïna al Festival de la Cançó d'Eurovisió 2024 amb la cançó "Tereza i Maria".